# Wilfrido Loor Moreira (Manabí)
Wilfrido Loor Moreira ist eine Parroquia rural („ländliches Kirchspiel“) im Kanton El Carmen der ecuadorianischen Provinz Manabí. Die Parroquia besitzt eine Fläche von 290,4 km². Die Einwohnerzahl lag im Jahr 2010 bei 4586. Die Parroquia wurde am 28. Mai 1991 gegründet. Namensgeber war Wilfrido Loor Moreira (1900–1984), ein ecuadorianischer Rechtsanwalt, Schriftsteller und Historiker.

## Lage
Der 171 m hoch gelegene Hauptort Maicito befindet sich 12 km westlich des Kantonshauptortes El Carmen an der Fernstraße E38 (El Carmen–Chone). Entlang der südwestlichen Verwaltungsgrenze fließt der Río La Morena, ein rechter Nebenfluss des Río de Oro, nach Südosten. Der südwestliche Teil der Parroquia liegt an der Ostflanke der Cordillera Costanera. Im Nordwesten und im Norden wird das Verwaltungsgebiet von den Flüssen Río Piojo, Río Quinindé und Río Suma begrenzt.
Die Parroquia Wilfrido Loor Moreira grenzt im Norden an die Parroquia San Pedro de Suma, im Osten und im Südosten an El Carmen sowie im Südwesten und im Westen an die Parroquia Flavio Alfaro (Kanton Flavio Alfaro).